# Dystrykt Porkpa
Dystrykt Porkpa – dystrykt w hrabstwie Grand Cape Mount, w zachodniej części Liberii.
Dystrykt położony jest 120 km na północny zachód od stolicy kraju – Monrovii. Dystrykt leży na granicy Liberii z Sierra Leone. Na północy dystryktu położony jest Park Narodowy Gola, który chroni lasy deszczowe na tym obszarze. 
W 2020 łączna powierzchnia lasów w dystrykcie Porkpa wyniosła 146 000 ha, co stanowiło ponad 96% całkowitej powierzchni dystryktu.

## Demografia
Według spisu ludności z 2008 roku jednostka liczyła sobie 40 921 mieszkańców. Natomiast według spisu ludności przeprowadzonego w 2022 roku, dystrykt ma populację liczącą 51 131 mieszkańców, co czyni go największym co do wielkości zaludnienia dystryktem w hrabstwie.
Dane z 2008:
| Opis      | Ogółem | Ogółem | Mężczyźni | Mężczyźni | Kobiety | Kobiety |
| --------- | ------ | ------ | --------- | --------- | ------- | ------- |
| Jednostka | osób   | %      | osób      | %         | osób    | %       |
| Populacja | 40 921 | 100    | 21 270    | 52        | 19 651  | 48      |

Dane z 2022:
| Opis      | Ogółem | Ogółem | Mężczyźni | Mężczyźni | Kobiety | Kobiety |
| --------- | ------ | ------ | --------- | --------- | ------- | ------- |
| Jednostka | osób   | %      | osób      | %         | osób    | %       |
| Populacja | 51 131 | 100    | 28 980    | 56,7      | 22 151  | 43,3    |

## Sąsiednie dystrykty
Golakonneh, Kongba, Tewor